# Hainholz an der Stepenitz
Das Naturschutzgebiet Hainholz an der Stepenitz liegt auf dem Gebiet der Stadt Putlitz im Landkreis Prignitz in Brandenburg.
Das Gebiet mit der Kenn-Nummer 1007 wurde mit Verordnung vom 6. März 1993 unter Naturschutz gestellt. Das mit rund 0,1 ha kleinste Naturschutzgebiet im Landkreis Prignitz und im Land Brandenburg erstreckt sich nördlich der Kernstadt Putlitz. Westlich verläuft die Landesstraße L 111, östlich fließt die Stepenitz, ein rechter Nebenfluss der Elbe, und verläuft die L 13. Nördlich verläuft die A 24 und nordwestlich die Landesgrenze zu Mecklenburg-Vorpommern.